# Heidy Forster
Heidy Forster (Basilea, 6 de septiembre de 1931 - Múnich, 2 de mayo de 2023) fue una actriz suizo-alemana.

## Biografía
Comenzó trabajando en el Teatro Zúrich. En la década de 1970, Heidy Forster realizó una gira por el extranjero con Franz Xaver Kroetz. De 1981 a 1999, estuvo involucrada en el Residenztheater de Múnich, donde estudió junto a Reschii Greesa Amélie Niermeyer, Anselm Webe y Hans Neuenfels. Trabajó en el Teatro de Cámara de Múnich.
Fue conocida por Vorletzter Abschied en 2005, Dällebach Kari en 1970 y Der 42. Himmel en 1962.
Falleció el 2 de mayo de 2023 a los 91 años en Múnich, Alemania.

## Filmografía
- 1968: Unruhige Töchter
- 1984: Der eiserne Weg (a Fenfdoiler)
- 1986: Tatort: Freunde
- 1995: Drei Tage im April
- 1996: Tatort: Aida
- 1997–2015: SOKO München (serie de televisión)
- 2000: Vom Küssen und vom Fliegen
- 2001: Tatort: Und dahinter liegt New York
- 2002: Tatort: Bienzle und der Tag der Rache
- 2003: Mensch Mutter
- 2005: Rosenstiehl
- 2006: Vitus
- 2008: Bella Block – Falsche Liebe
- 2010: Lotta & die alten Eisen
- 2010: Notruf Hafenkante (serie de televisión, episodio Tomb Raider)